# Pellona altamazonica
Pellona altamazonica is een straalvinnige vissensoort uit de familie van de haringen, sardienen en pellona's (Pristigasteridae). De wetenschappelijke naam van de soort is voor het eerst geldig gepubliceerd in 1872 door Cope.